# 4. kolovoza
4. kolovoza (4. 8.) 216. je dan godine po gregorijanskom kalendaru (217. u prijestupnoj godini).
Do kraja godine ima još 149 dana.

## Događaji
- 70. – Rimljani uništavaju Drugi jeruzalemski hram.
- 1180. – Splitski nadbiskup Rajnerije ubijen kamenovanjem, kad je na brdu Mosor pokušao omiškim knezovima Kačićima oteti zemlju.
- 1265. – Drugi barunski rat: Bitka kod Eveshama – vojska princa Edvarda (kasnije engleskog kralja Edvarda I.) porazila pobunjeničku vojsku baruna Simona de Montforta, šestog vojvode od Leicestera. U toj je bitki Montfort poginuo, kao i mnogi njegovi saveznici.
- 1532. – Bretanja postala sastavni dio Francuske.
- 1791. – Potpisan Svištovski mir između Habsburške Monarhije i Otomanskog Carstva, čime je završen rat koji traje od 1787.
- 1818. – Prvi službeno zabilježen uspon na alpski vrh Aiguille du Midi.
- 1914. – Prvi svjetski rat: Njemačka napala Belgiju, nakon čega je Velika Britanija proglasila rat Njemačkoj.
- 1944. – Drugi svjetski rat: u Amsterdamu su nacisti uhitili i deportirali Anne Frank i njezinu obitelj.
- 1981. – U Pločama izmjerena najviša temperatura zraka u Hrvatskoj otkad je mjerenja: 42.8 °C. Do danas taj rekord nije nadmašen.[1]
- 1984. – Gornja Volta mijenja ime u Burkina Faso.
- 1995. – Započela je Operacija Oluja, akcija hrvatskih vojno-redarstvenih snaga s ciljem oslobađanja okupiranih teritorija.
- 1996. – OI Atlanta: Hrvatska rukometna reprezentacija osvojila prvu zlatnu olimpijsku medalju u hrvatskoj povijesti.
- 2013. – Hassan Rouhani službeno postao novi predsjednik Irana.
- 2015. – U Zagrebu je održan vojni mimohod OSRH, na kojemu je sudjelovalo 3000 vojnika, 300 vozila i 30 zrakoplova.[2]
- 2015. – Posvećena Crkva Gospe Velikog Hrvatskog Krsnoga Zavjeta u Kninu[3]
- 2016. – Vođa terorističke skupine koja je u Kairu otela i ubila Tomislava Salopeka Abu Dua al Ansari ubijen je u zračnim napadima egipatske vojske na grad Ariš na poluotoku Sinaju.

| - 1290. – Leopold I. Austrijski († 1326.) - 1521. – Urban VII., papa († 1590.) - 1604. – François Hédelin, abbé d'Aubignac, francuski književnik († 1676.) - 1792. – Percy Bysshe Shelley, engleski pjesnik († 1822.) - 1821. – Louis Vuitton, francuski dizajner († 1892.) - 1834. – John Venn, engleski matematičar, autor Vennovog dijagrama († 1923.) - 1854. – Marija Zankovecka, ukrajinska kazališna glumica († 1934.) - 1859. – Knut Hamsun, norveški pisac i nobelovac († 1952.) - 1888. – Milan Stojadinović, srpski ekonomist i političar, premijer Kraljevine Jugoslavije († 1961.) - 1900. – Elizabeta, britanska kraljica majka († 2002.) - 1901. – Louis Armstrong, američki glazbenik († 1971.) - 1912. – Raoul Wallenberg, švedski humanist († 1947.) - 1953. – Zoran Jelikić, hrvatski nogometaš - 1955. – Billy Bob Thornton, američki glumac - 1960. – José Luis Rodríguez Zapatero, španjolski političar, premijer - 1961. – Barack Obama, 44. Predsjednik Sjedinjenih Američkih Država - 1970. – Ladislav Ilčić, hrvatski političar i violinist - 1974. – Kily González, argentinski nogometaš - 1981. – Meghan Markle, američka glumica i vojvotkinja od Sussexa - 1985. – Antonio Valencia, ekvadorski nogometaš - 1985. – Lidija Bačić, hrvatska pjevačica - 1991. – Izet Hajrović, bosanskohercegovački nogometaš - 1998. – Lil Skies, američki reper, pjevač i tekstopisac | - 1060. – Henrik I., francuski kralj (* 1008.) - 1265. – Simon de Montfort, engleski plemić i vojskovođa - 1306. – Vjenceslav III., češki kralj (* 1289.) - 1578. – Sebastijan, portugalski kralj (* 1554.) - 1875. – Hans Christian Andersen, danski pisac (* 1805.) - 1890. – Ivan Mažuranić, hrvatski pjesnik, jezikoslovac i političar (* 1814.) - 1922. – Enver-paša, osmanlijski general i vođa Mladoturske revolucije (* 1881.) - 1962. – Marilyn Monroe, američka glumica i model (* 1926.) - 1977. – Ernst Bloch, njemački filozof (* 1885.) - 2020. – Rajko Dujmić, hrvatski glazbenik i skladatelj (* 1954.) - 2021. – Sead Ivan Muhamedagić, hrvatski prevoditelj i pjesnik (* 1954.) |